# Сорі Мане
Сорі Мане (порт. Sori Mané, нар. 3 квітня 1996, Бісау) — футболіст Гвінеї-Бісау, захисник португальського клубу «Морейренсе» і національної збірної Гвінеї-Бісау.

## Клубна кар'єра
Народився 3 квітня 1996 року в місті Бісау. Вихованець юнацької команди місцевого «Фіджюс ді Бідераш», звідки 2014 року перейшов до академії  італійської «Сампдорії».
У дорослому футболі дебютував 2015 року виступами на правах оренди за португальську друголігову команду «Ольяненсі», з якою за рік уклав повноцінний контракт.
Влітку 2017 року перейшов до «Кова-да-Пієдаді», іншого представника другого португальського дивізіону, у складі якого провів наступні два сезони.
У липні 2019 року уклав контракт з вищоліговим «Морейренсе». На цьому рівні гравцем основного складу нової команди не став, отримавши статус гравця ротації.

## Виступи за збірну
2017 року дебютував в офіційних матчах у складі національної збірної Гвінеї-Бісау.
У складі збірної був учасником Кубка африканських націй 2019 року в Єгипті та Кубка африканських націй 2021, що проходив на початку 2022 року в Камеруні.
| Дата       | Місто      | Господарі           | Результат | Гості               | Турнір                                   | Голи | Примітки |
| ---------- | ---------- | ------------------- | --------- | ------------------- | ---------------------------------------- | ---- | -------- |
| 25-3-2017  | Дурбан     | ПАР                 | 3 – 1     | Гвінея-Бісау        | товариський матч                         | -    | 94'      |
| 10-6-2017  | Бісау      | Гвінея-Бісау        | 1 – 0     | Намібія             | Відбір до Кубка африканських націй 2019  | -    | 68'      |
| 8-9-2018   | Мапуту     | Мозамбік            | 2 – 2     | Гвінея-Бісау        | Відбір до Кубка африканських націй 2019  | -    |          |
| 10-10-2018 | Ндола      | Замбія              | 2 – 1     | Гвінея-Бісау        | Відбір до Кубка африканських націй 2019  | -    |          |
| 14-10-2018 | Бісау      | Гвінея-Бісау        | 2 – 1     | Замбія              | Відбір до Кубка африканських націй 2019  | -    |          |
| 17-11-2018 | Віндгук    | Намібія             | 0 – 0     | Гвінея-Бісау        | Відбір до Кубка африканських націй 2019  | -    |          |
| 23-3-2019  | Бісау      | Гвінея-Бісау        | 2 – 2     | Мозамбік            | Відбір до Кубка африканських націй 2019  | -    |          |
| 8-6-2019   | Пенафієл   | Ангола              | 2 – 0     | Гвінея-Бісау        | товариський матч                         | -    | 46'      |
| 25-6-2019  | Ісмаїлія   | Камерун             | 2 – 0     | Гвінея-Бісау        | Кубок африканських націй 2019 - 1-й етап | -    |          |
| 29-6-2019  | Ісмаїлія   | Бенін               | 0 – 0     | Гвінея-Бісау        | Кубок африканських націй 2019 - 1-й етап | -    |          |
| 2-7-2019   | Суец       | Гвінея-Бісау        | 0 – 2     | Гана                | Кубок африканських націй 2019 - 1-й етап | -    |          |
| 4-9-2019   | Сан-Томе   | Сан-Томе і Принсіпі | 0 – 1     | Гвінея-Бісау        | Відбір до ЧС 2022                        | -    |          |
| 10-9-2019  | Бісау      | Гвінея-Бісау        | 2 – 1     | Сан-Томе і Принсіпі | Відбір до ЧС 2022                        | -    | 84'      |
| 1-9-2021   | Нуакшот    | Гвінея-Бісау        | 1 – 1     | Гвінея              | Відбір до ЧС 2022                        | -    | 90+2'    |
| 9-10-2021  | Касабланка | Гвінея-Бісау        | 0 – 3     | Марокко             | Відбір до ЧС 2022                        | -    | 74'      |
| Усього     |            | Матчів              | 15        |                     | Голів                                    | 0    |          |